# Julio César Yegros
Julio César Yegros Torres, född 31 januari 1971, i Luque i departementet Central, Paraguay, är en före detta paraguayansk fotbollsspelare. Han gjorde debut i landslaget den 14 juni 1991 i en vänskapsmatch mot Bolivia. Han deltog i Paraguays lag vid Världsmästerskapet i fotboll 1998.

## Klubblag[2]
| Klubb               | Land      | År        |
| ------------------- | --------- | --------- |
| Sportivo Luqueño    | Paraguay  | 1989-1992 |
| Deportivo Mandiyú   | Argentina | 1992-1993 |
| Cerro Porteño       | Paraguay  | 1994      |
| Deportes Tolima     | Colombia  | 1994-1995 |
| Cruz Azul           | Mexiko    | 1995-1996 |
| Cruz Azul Hidalgo   | Mexiko    | 1996-1997 |
| Tecos de la UAG     | Mexiko    | 1997      |
| Cruz Azul           | Mexiko    | 1997-2000 |
| Pumas de la UNAM    | Mexiko    | 2000-2002 |
| CF Monterrey        | Mexiko    | 2002      |
| Jaguares de Chiapas | Mexiko    | 2002-2003 |
| Club León           | Mexiko    | 2003      |
| Querétaro FC        | Mexiko    | 2003-2004 |
| Atlético Celaya     | Mexiko    | 2004-2005 |
| Sportivo Luqueño    | Paraguay  | 2005      |
| Club León           | Mexiko    | 2005-2006 |
| Lagartos de Tabasco | Mexiko    | 2006      |
| Club General Díaz   | Paraguay  | 2007-2009 |